# Рејвик (Кентаки)
Рејвик (енгл. Raywick) град је у америчкој савезној држави Кентаки.

## Демографија
По попису из 2010. године број становника је 134, што је 10 (-6,9%) становника мање него 2000. године.
| Група             | 2000.        | 2010.        |
| Белци             | 144 (100,0%) | 134 (100,0%) |
| Афроамериканци    | 0 (0,0%)     | 0 (0,0%)     |
| Азијати           | 0 (0,0%)     | 0 (0,0%)     |
| Хиспаноамериканци | 0 (0,0%)     | 0 (0,0%)     |
| Укупно            | 144          | 134          |